# Sonni Alí
Sonni Alí  también conocido como Sonni Aru Beeru (1464 - 1492) fue un monarca africano que dio inicio a la imponente expansión del imperio songhai. Su primer gran conquista (1468) fue la ciudad de Timbuktú, una de las principales fuentes de esperanza del decadente imperio de Malí. Un constante asedio de siete años en la ciudad de Yenné, dio como resultado la toma de la misma en 1473. Sonni Alí desgastó la mayor parte de su reinado en rechazar los ataques sobre el imperio por obra de los Dendi, los Fulani, los Mossi y los Tuareg. Se conoce muy poco acerca de su administración, pero algunos cronistas árabes lo definieron como un tirano cruel y caprichoso. Aunque nominalmente musulmán, Alí profesó práctica animista. El antropólogo americano Paul Stoller, iniciado con los songhay, califica a Alí como "rey mago". 